# 송옥식
송옥식(宋玉植, 일본어: 薪浦亨 마키우라 도루[*], 1950년 2월 21일~)은 재일 한국인 사업가이자, 마주이다.
효고현 히메지시에 본사를 두는, 제강 원료의 가공·판매나, 자원 재생, 폐기물의 처리 등을 다루는 마키우라 강업 주식회사, 및 동구에 소재하는 경륜의 장외 차권 매장 ·새틀라이트 히메지의 운영 외에 파칭코홀 등을 경영하는 주식회사 애플의 대표이사 회장을 맡고 있다.